# Sayaxché
Sayaxché är en kommunhuvudort i Guatemala.   Den ligger i departementet Petén, i den norra delen av landet, 210 km norr om huvudstaden Guatemala City. Sayaxché ligger 159 meter över havet och antalet invånare är 9 100.
Terrängen runt Sayaxché är platt. Runt Sayaxché är det glesbefolkat, med 15 invånare per kvadratkilometer. Det finns inga andra samhällen i närheten. I omgivningarna runt Sayaxché växer i huvudsak städsegrön lövskog.